# Samara Stormbringers 2022
Questa voce raccoglie le informazioni riguardanti i Samara Stormbringers nelle competizioni ufficiali della stagione 2022.

## EESL Vtoraja Liga 2022

### Stagione regolare
| Penza 14 maggio 2022 2ª giornata | Penza Phoenixes | 0 – 30 referto | Samara Stormbringers | Stadion Spartak |

| Samara 29 maggio 2022, ore 13:00 SAMT (12:00 MSK) 3ª giornata | Samara Stormbringers | 38 – 0 referto | Saratov Aviators | SK Lokomotiv |

| Samara 12 giugno 2022, ore 17:00 SAMT (16:00 MSK) 4ª giornata | Samara Stormbringers | 60 – 6 referto | Samara Bears | SK Lokomotiv |

| Samara 25 giugno 2022, ore 17:00 SAMT (16:00 MSK) 5ª giornata | Samara Stormbringers | 28 – 20 referto | Penza Phoenixes | SK Lokomotiv |

| Saratov 9 luglio 2022, ore 12:00 SAMT (11:00 MSK) 6ª giornata | Saratov Aviators | 0 – 44 (0-8 0-14 0-14 0-8) referto | Samara Stormbringers | Stadion Sokol |

| Samara 23 luglio 2022, ore 17:00 SAMT (16:00 MSK) 7ª giornata | Samara Bears | 14 – 36 (6-6 2-6 6-18 0-6) referto | Samara Stormbringers | SK Lokomotiv |

### Playoff
| Samara 6 agosto 2022, ore 12:00 SAMT (11:00 MSK) Semifinale | Samara Stormbringers | 36 – 24 (8-6 16-10 0-0 12-8) referto | Moscow Spartans 2 | SK Lokomotiv |

| Samara 7 agosto 2022, ore 16:00 SAMT (15:00 MSK) Finale | Samara Stormbringers | 22 – 16 (6-0 0-6 8-10 8-0) referto | Krasnodar Bisons | SK Lokomotiv |

## Statistiche di squadra
| Competizione      | %Vittorie | In casa | In casa | In casa | In casa | In casa | In casa | In trasferta | In trasferta | In trasferta | In trasferta | In trasferta | In trasferta | Totale | Totale | Totale | Totale | Totale | Totale |
| Competizione      | %Vittorie | G       | V       | N       | P       | Pf      | Ps      | G            | V            | N            | P            | Pf           | Ps           | G      | V      | N      | P      | Pf     | Ps     |
| ----------------- | --------- | ------- | ------- | ------- | ------- | ------- | ------- | ------------ | ------------ | ------------ | ------------ | ------------ | ------------ | ------ | ------ | ------ | ------ | ------ | ------ |
| Stagione regolare | 1.000     | 3       | 3       | 0       | 0       | 126     | 26      | 3            | 3            | 0            | 0            | 110          | 14           | 6      | 6      | 0      | 0      | 236    | 40     |
| Playoff           | 1.000     | 2       | 2       | 0       | 0       | 58      | 40      | 0            | 0            | 0            | 0            | 0            | 0            | 2      | 2      | 0      | 0      | 58     | 40     |
| Totale            | 1.000     | 5       | 5       | 0       | 0       | 184     | 66      | 3            | 3            | 0            | 0            | 110          | 14           | 8      | 8      | 0      | 0      | 294    | 80     |